# Hugo Vetlesen
Hugo Vetlesen (Bærum, 2000. február 29. –) norvég válogatott labdarúgó, a belga Club Brugge középpályása.

## Pályafutása

### Klubcsapatokban
Hugo Vetlesen a norvégiai Bærum községben született. Az ifjúsági pályafutását a Haslum csapatánál kezdte, majd a Stabæk akadémiájánál folytatta.
2017-ben mutatkozott be a Stabæk első osztályban szereplő felnőtt keretében. 2020-ban három éves szerződést kötött a Bodø/Glimt együttesével. 2023. július 3-ján a belga első osztályban érdekelt Club Brugge-hoz írt alá.

### A válogatottban
Vetlesen az U16-ostól az U21-esig több korosztályos válogatottban is képviselte Norvégiát.
2022-ben debütált a felnőtt válogatottban. Először a 2022. november 20-ai, Finnország ellen 1–1-es döntetlennel zárult találkozó 66. percében, Mohamed Elyounoussit váltva lépett pályára. Első válogatott gólját 2023. szeptember 7-én, Jordánia ellen 6–0-ás győzelemmel zárult barátságos mérkőzésen szerezte meg.

## Statisztikák
2024. augusztus 18. szerint

| Klub        | Szezon   | Osztály        | Bajnokság | Bajnokság | Kupa  | Kupa | Nemzetközi | Nemzetközi | Összesen | Összesen |
| Klub        | Szezon   | Osztály        | Meccs     | Gól       | Meccs | Gól  | Meccs      | Gól        | Meccs    | Gól      |
| ----------- | -------- | -------------- | --------- | --------- | ----- | ---- | ---------- | ---------- | -------- | -------- |
| Stabæk      | 2017     | Eliteserien    | 26        | 0         | 5     | 0    | —          | —          | 31       | 0        |
| Stabæk      | 2018     | Eliteserien    | 24        | 1         | 3     | 0    | —          | —          | 27       | 1        |
| Stabæk      | 2019     | Eliteserien    | 24        | 0         | 3     | 1    | —          | —          | 27       | 1        |
| Stabæk      | 2020     | Eliteserien    | 19        | 4         | 0     | 0    | —          | —          | 19       | 4        |
| Bodø/Glimt  | 2020     | Eliteserien    | 8         | 1         | 0     | 0    | —          | —          | 8        | 1        |
| Bodø/Glimt  | 2021     | Eliteserien    | 27        | 5         | 1     | 0    | 13         | 0          | 41       | 5        |
| Bodø/Glimt  | 2022     | Eliteserien    | 29        | 16        | 5     | 0    | 20         | 6          | 54       | 22       |
| Bodø/Glimt  | 2023     | Eliteserien    | 11        | 3         | 4     | 1    | 1          | 0          | 16       | 4        |
| Club Brugge | 2023–24  | Jupiler League | 37        | 3         | 3     | 2    | 16         | 2          | 56       | 7        |
| Club Brugge | 2024–25  | Jupiler League | 4         | 0         | 1     | 0    | 0          | 0          | 5        | 0        |
| Összesen    | Összesen | Összesen       | 209       | 33        | 25    | 4    | 50         | 8          | 285      | 45       |

### A válogatottban
| Válogatott | Év       | Pályára lépés | Gól |
| ---------- | -------- | ------------- | --- |
| Norvégia   | 2022     | 1             | 0   |
| Norvégia   | 2023     | 2             | 1   |
| Norvégia   | 2024     | 2             | 0   |
| Összesen   | Összesen | 5             | 1   |

### Góljai a válogatottban
| # | Dátum               | Helyszín                         | Ellenfél | Gól | Végeredmény | Verseny             |
| - | ------------------- | -------------------------------- | -------- | --- | ----------- | ------------------- |
| 1 | 2023. szeptember 7. | Ullevaal Stadion, Oslo, Norvégia | Jordánia | 6–0 | 6–0         | Barátságos mérkőzés |

## Sikerei, díjai
Bodø/Glimt
- Eliteserien
  - Bajnok (2): 2020, 2021
  - Ezüstérmes (1): 2022

Club Brugge
- Jupiler League
  - Bajnok (1): 2023–24

- Belga Szuperkupa
  - Döntős (1): 2024

Egyéni
- Eliteserien – Az Év Játékosa: 2022